# Karl-Åke Hellman
Karl-Åke Hellman, född 2 september 1920 i Örnsköldsvik, död 27 juni 1992 i Danderyds församling, Stockholms län, var en svensk arkitekt.
Hellman, som var son till disponent Hjalmar Hellman och Judith Jonsson, avlade studentexamen i Umeå 1940 och utexaminerades från Kungliga Tekniska högskolan 1946. Han var delägare i Folke Löfström Arkitektkontor AB och startade 1962 tillsammans med arkitekterna Sven Lindblom, Folke Löfström och Carl-Evin Sandberg HLLS Arkitektkontor AB i Stockholm, vilket från 1977 även hade ett kontor i Växjö, och verkade i detta företag till pensioneringen.
Av Hellmans tidigare verk kan nämnas ny- och ombyggnad av Villa Giertz i Djursholm (1953–1961) och Gävle borgarskola (1959–1960), men han kom att inrikta sig på planering och projektering av sjukhus och andra vårdbyggnader, vilket blev hans specialområde. Han gjorde betydande arkitektinsatser för Danderyds sjukhus, Huddinge sjukhus och Karolinska sjukhuset. Han ritade även den stora utbyggnaden av centrallasarettet i Växjö. Han förblev hela tiden den funktionalistiska arkitekturen trogen.
Karl-Åke Hellman är begravd på Danderyds kyrkogård.